# 余羊清真寺
余羊清真寺，位于宁夏回族自治区固原市泾源县泾河源镇余家村，是中华人民共和国宁夏回族自治区文物保护单位之一。
2010年12月6日，授予宁夏回族自治区文物保护单位，是一座古建筑。